# Óscar González Rodríguez
Oscar González Rodríguez (Aguascalientes, Aguascalientes, 13 de septiembre de 1951) es un político mexicano, miembro del Partido Revolucionario Institucional, y perteneciente al sector Agrario (CNC) del mismo partido. Fue diputado federal a la LVII Legislatura por el I Distrito Electoral Federal de Aguascalientes de 1997 a 2000, con cabecera en Jesús María.
Oscar González Rodríguez es licenciado en Economía, por el Instituto Tecnológico y de Estudios Superiores de Monterrey, tiene una maestría y doctorado en Economía por la Universidad de East Anglia en Norwich, Inglaterra y  miembro de la Liga de Economistas Revolucionarios.

## Trayectoria
Es miembro del PRI desde 1974; en 1981 asume el cargo de Director de Investigación Socioeconómica del Centro de Investigación para el desarrollo Rural de la Secretaría de Programación y Presupuesto, ese mismo año es galardonado con el Premio Nacional de Economía; posteriormente participó en la campaña presidencial de Miguel de la Madrid como delegado regional del Comité Ejecutivo Nacional del PRI. Al llegar Miguel de la Madrid a la presidencia, es designado miembro de la comisión organizadora de las giras de trabajo del Presidente de la República, cargo que ocupó de 1983 a 1987. En 1989 es nombrado Subsecretario de Asuntos Agrarios del CEN del PRI, posteriormente ocupó diversos cargos en Pemex como Coordinador Ejecutivo para el desarrollo de Zonas Petroleras y Subdirector de Distribución y Refinación. En 1990 asume la Subsecretaría de Organización y Administración Pesquera en la Secretaría de Pesca, en 1992 es nombrado Subdirector de Distribución en Pemex Refinación y, en 1997, Subsecretario de Recursos Naturales de la Secretaría de Medio Ambiente, Recursos Naturales y Pesca.
Fue integrante de las Comisiones de: Asuntos Hidráulicos; Desarrollo Social; Vigilancia de la Mayor de Hacienda.

## Libros
- La producción de alimentos en México, situación y perspectivas.
- La Confederación Nacional Campesina en la renovación nacional.